# Superficie cúbica

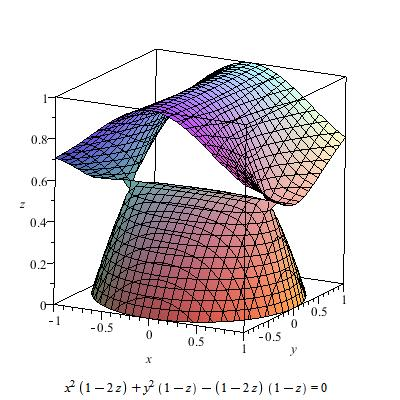
Ejemplo de una superficie cúbica

Una superficie cúbica es un variedad proyectiva estudiado en geometría algebraica. Es una superficie algebraica en el espacio proyectivo tridimensional definido por un solo polinomio cúbico cuaternario homogéneo de grado 3 (por lo tanto, cúbico). Las superficies cúbicas son superficies del Pezzo.

## Ejemplos
Si {\displaystyle \mathbb {P} ^{3}} tiene coordenadas homogéneas {\displaystyle [X:Y:Z:W]}, entonces el conjunto de puntos donde
{\displaystyle X^{3}+Y^{3}+Z^{3}+W^{3}=0}
Es una superficie cúbica denominada superficie cúbica de Fermat.
La superficie de Clebsch es el conjunto de puntos donde
{\displaystyle X^{3}+Y^{3}+Z^{3}+W^{3}=(X+Y+Z+W)^{3}}
La superficie cúbica nodal de Cayley es el conjunto de puntos donde
{\displaystyle WXY+XYZ+YZW+ZWX=0}

## 27 líneas sobre una superficie cúbica
El teorema de Cayley-Salmon (Cayley, 1849) establece que una superficie cúbica suave sobre un cuerpo algebraicamente cerrado contiene 27 líneas rectas. Estas pueden caracterizarse independientemente de la inclusión en el espacio proyectivo como las líneas racionales con número de autointersección −1, o en otras palabras, las  −1 curvas en la superficie. Un punto de Eckardt es aquel donde 3 de las 27 líneas se encuentran.
Una superficie cúbica lisa también se puede describir como una superficie racional obtenida por explosión de seis puntos en el plano proyectivo en posición general (en este caso, "posición general" significa que no hay tres puntos alineados y que tampoco seis coinciden en una sección cónica). Las 27 líneas son los divisores excepcionales sobre los 6 puntos explotados, las transformaciones adecuadas de las 15 líneas en {\displaystyle \mathbb {P} ^{2}} que unen dos de los puntos explotados y las transformaciones apropiadas de las 6 cónicas en {\displaystyle \mathbb {P} ^{2}} que contienen todas menos uno de los puntos explotados.
Alfred Clebsch dio un modelo de una superficie cúbica, llamada  superficie diagonal de Clebsch, donde todas las 27 líneas se definen sobre el campo Q [√5], y en particular son todas reales.

### Clasificaciones relacionadas
Las 27 líneas también se pueden identificar con algunos objetos que surgen en la teoría de la representación. En particular, estas 27 líneas pueden identificarse con 27 vectores en el dual de la red E6, de modo que su configuración sea actuada por el Grupo de Weyl de E6. En particular, forman una base de la representación fundamental de 27 dimensiones del grupo E6.
Las 27 líneas contienen 36 copias de la configuración seis doble de Schläfli.
Las 27 líneas se pueden identificar con las 27 cargas posibles de la Teoría M en un toro de seis dimensiones (6 momentos; 15 membranas; 6 branas) y el grupo E6 entonces actúa naturalmente como el grupo dualidad-U. Este mapa entre las superficies del Pezzo y la Teoría M en toros se conoce como la dualidad misteriosa.
Hay otras maneras de pensar en estas 27 líneas. Por ejemplo, si se proyecta la cúbica desde un punto que no está en ninguna recta (la mayoría de los puntos de la cúbica son así) entonces se obtiene una doble cubierta del plano ramificado en una curva cuádrica lisa. Las 27 líneas están asignadas a 27 de las 28 bitangentes de esta curva cuártica; la recta 28 es la imagen del lugar excepcional de la explosión necesaria para resolver la indeterminación de la proyección. Estos dos objetos (27 líneas en el cúbico, 28 bitangentes en una cuártica), junto con los 120 planos tritangentes de una curva séxtica canónica de género 4, forman una trinidad en el sentido de Vladímir Arnold, específicamente una forma de correspondencia de McKay, y puede estar relacionado con muchos otros objetos, incluyendo E7 y E8, como se discute en trinidades.

## Superficies cúbicas singulares
Un ejemplo de una cúbico singular es la superficie cúbica nodal de Cayley
{\displaystyle WXY+XYZ+YZW+ZWX=0}
Con 4 puntos singulares nodales en {\displaystyle [0:0:0:1]} y sus permutaciones. Las superficies cúbicas singulares también contienen líneas racionales, y el número y disposición de las líneas está relacionado con el tipo de la singularidad.
Las superficies cúbicas singulares fueron clasificadas por Schlafli (1863), y su clasificación fue descrita por Cayley (1869) y Bruce y Wall (1979)